# Трапеция (фильм)
Трапеци́я (англ. Trapeze) — американский художественный фильм режиссёра Кэрола Рида, вышедший в прокат в 1956 году. Главные роли исполнили Берт Ланкастер, Тони Кёртис и Джина Лоллобриджида — что стало её дебютом в Голливуде.

## Съёмки
Сценарий, адаптированный Лиамом О’Брайеном, основан на романе Макса Кэтто The Killing Frost (1950). 
Фильм целиком снимался в Париже, в здании Зимнего цирка и на студии «Бийанкур». Ланкастер, бывший цирковой акробат, сам исполнял некоторые трюки, — хотя в наиболее сложных элементах его дублировал Эдди Уорд, технический консультант из цирка Ringling Brothers Circus.

## Сюжет
Молодой человек приезжает в Париж ради учёбы у одного из немногих акробатов, способных исполнить тройной прыжок на трапеции. Под его наставничеством он начинает готовить уникальный номер. Неожиданно на горизонте появляется юная красотка, готовая на всё, лишь бы получить ангажемент и не остаться без работы. Манипулируя юношей, моментально влюбившимся в неё, она попадает в их номер — что не устраивает более зрелого и опытного коллегу. Личные чувства всех троих ставят номер под угрозу срыва. 

## В ролях
- Берт Ланкастер[5] — Майк Риббл
- Тони Кёртис — Тино Орсини
- Джина Лоллобриджида — Лола
- Кэти Хурадо — Роза
- Томас Гомес — Бульоне
- Джонни Пулео — карлик Макс
- Майнор Уотсон — Джон Ринглинг Норт
- Жерар Ландри — Чикки
- Жан-Пьер Керьен — Отто
- Сидни Джеймс — заклинатель змей
- Гамиль Ратиб — Стефан
- Пьер Табар — Пол
- Габриэль Фонтан — старушка
- Ашилль Заватта — клоун

## Награды и номинации
- Конкурсная программа VI Берлинского кинофестиваля:
  - «Серебряный медведь» за лучшую мужскую роль — Берт Ланкастер (первый получатель)[6]
  - «Бронзовый Медведь» — приз зрительских симпатий
- Премия Гильдии режиссёров Америки:
  - Номинация за лучшую режиссуру — Кэрол Рид.

## Сборы
Фильм стал одним из лидеров американского кинопроката 1956 года, заняв 3-е место по сборам (7,5 миллионов $ в Северной Америке при бюджете в 4 миллиона $).